# Abborrtjärnen (Järna socken, Dalarna, 672752-141836)
Abborrtjärnen är en sjö i Vansbro kommun i Dalarna och ingår i Dalälvens huvudavrinningsområde. Sjön har en area på 0,0609 kvadratkilometer och ligger 355,4 meter över havet. Sjön avvattnas av vattendraget Hulan.

## Delavrinningsområde
Abborrtjärnen ingår i det delavrinningsområde (672671-141796) som SMHI kallar för Inloppet i Hulen. Medelhöjden är 347 meter över havet och ytan är 4,51 kvadratkilometer. Det finns inga avrinningsområden uppströms utan avrinningsområdet är högsta punkten. Hulan som avvattnar avrinningsområdet har biflödesordning 3, vilket innebär att vattnet flödar genom totalt 3 vattendrag innan det når havet efter 319 kilometer. Avrinningsområdet består mestadels av skog (83 procent). Avrinningsområdet har 0,17 kvadratkilometer vattenytor vilket ger det en sjöprocent på 3,8 procent.